# Карасук
Карасук (рус. Карасук) град је у Русији у Новосибирској области. Према попису становништва из 2010. у граду је живело 28586 становника.

## Становништво
| 1959.  | 1970.  | 1979.  | 1989.  | 2002.  | 2010.  |
| ------ | ------ | ------ | ------ | ------ | ------ |
| 19.961 | 22.637 | 25.532 | 29.401 | 28.734 | 28.586 |